# 積分スケール
積分スケール (せきぶんスケール、英語: Integral scale)は、エネルギー保有領域に対応する乱流の最大渦の長さスケールを表し、乱流の速度変動の自己相関関数から求めることができる。乱流運動を特徴付ける長さスケールとして積分スケール{\displaystyle l_{e}}、テイラーマイクロスケール{\displaystyle \lambda }、及び、コルモゴロフスケール{\displaystyle \eta }があるが、それぞれの関係は一般に、{\displaystyle l_{e}>\lambda >\eta }であることが知られている。

## 定義
積分スケール{\displaystyle l_{e}}の厳密な定義は以下のように表される。
{\displaystyle l_{e}={\frac {\pi }{2{\overline {u^{2}}}}}\int _{0}^{\infty }{\frac {E(k)}{k}}dk}
ここで、{\displaystyle {\overline {u^{2}}}}は流体速度のレイノルズ平均値からの変動の二乗平均平方根 (root mean square RMS) であり、速度変動のRMS値あるいは変動強度などと呼ばれる。{\displaystyle k}は波数である。{\displaystyle E(k)}は速度変動の3次元エネルギースペクトルである。

## 導出
縦速度相関関数{\displaystyle U_{L}}を以下のように定義する。
{\displaystyle U_{L}(r)={\overline {u_{L}(x+r)u_{r}(x)}}}
積分スケール{\displaystyle l_{e}}は以下に示すように、縦速度相関関数{\displaystyle U_{L}}の積分で定義される。ここで、{\displaystyle r}は相対位置を表す。
{\displaystyle l_{e}={\frac {1}{U_{L}(0)}}\int _{0}^{\infty }U_{L}(r)dr}
次に縦速度相関関数{\displaystyle U_{L}}に対して、フーリエ逆変換を用いると
{\displaystyle U_{L}(r)=\int _{-\infty }^{\infty }E_{\parallel }(k_{1})e^{ik_{1}r}dr}
ここで、{\displaystyle k_{1}}は波数を示し、{\displaystyle E_{\parallel }}は1次元縦エネルギースペクトル関数であり、
{\displaystyle E_{\parallel }={\frac {1}{2}}\int _{k_{1}}^{\infty }{\frac {E(k)}{k}}\left(1-{\frac {k_{1}^{2}}{k^{2}}}\right)dk}
である。
これらを用いて縦速度相関関数{\displaystyle U_{L}}の積分で定義された{\displaystyle l_{e}}を変形すると、
{\displaystyle l_{e}={\frac {\pi }{2{\overline {u^{2}}}}}\int _{0}^{\infty }{\frac {E(k)}{k}}dk}
が得られる。

## 他のスケールとの関係
等方性乱流の理論から、積分スケールとその他の乱流特性長さスケールは、次のように見積もることができる。
{\displaystyle {\frac {l_{e}}{\eta }}\thickapprox Re^{\frac {3}{4}}}
{\displaystyle {\frac {l_{e}}{\lambda }}=Re^{\frac {1}{2}}}
レイノルズ数{\displaystyle Re}は、エネルギー保有領域の代表的長さ{\displaystyle l_{0}}、代表的な速度変動の大きさ{\displaystyle v_{0}}、動粘性係数{\displaystyle \nu }を用いて
{\displaystyle Re={\frac {v_{0}l_{0}}{\nu }}}
と表される。各特性長さスケール間の関係式から解るように、レイノルズ数の増加とともに、各長さスケールの比は大きくなる。

## エネルギー散逸率との関係
大スケールの運動と散逸率の関係を決定するために、「大きな渦から小さな渦へのエネルギー供給率は大きな渦の時間スケールの逆数に比例する」という仮定をする。大スケールの渦が持つ単位質量当たりの運動エネルギーは、おおよそ{\displaystyle u^{2}}で、そのうち小スケールへ供給されるエネルギーの割合は{\displaystyle {\frac {u}{l_{e}}}}に比例する。したがって、大スケールから小スケールへの供給量は単位時間当たり、{\displaystyle u^{2}\cdot {\frac {u}{l_{e}}}={\frac {u^{3}}{l_{e}}}}となる。小スケールでは受け取ったエネルギー散逸率{\displaystyle \epsilon }で散逸するが、散逸量が受け取るエネルギー供給量に等しいとすると
{\displaystyle \epsilon \thickapprox {\frac {u^{3}}{l_{e}}}}
となる。